# Beleg van Thessaloniki (1422–1430)
Het Beleg van Thessaloniki of de eerste Ottomaans-Venetiaanse oorlog vond plaats tussen juni 1422 en 29 maart 1430 waarbij de Ottomanen er in slaagden de stad Thessaloniki, in handen van de Byzantijnen, te heroveren. Tussen 1387 en 1403 was de stad reeds in Ottomaans bezit.

## Achtergrond
Sultan Murat II had eerder dat jaar, 1422, gepoogd de hoofdstad Constantinopel te veroveren. Hij zag de zinloosheid van zijn campagne in en richtte zijn pijlen op de enige regio die het Ottomaanse Rijk nog niet bezat in Roemelië, Thessaloniki.

## Eerste fase van het beleg
De despoot van Thessaloniki Andronikos Palaiologos, zoon van keizer Manuel II Palaiologos, was na de aanval op de hoofdstad aan zijn lot overgelaten. De havenstad werd door de Ottomanen geblokkeerd, er dreigde hongersnood. Andronikos, om zijn bevolking te behoeden, trad in contact met de Venetianen op het eiland Negroponte. Na lang onderhandelen met doge Francesco Foscari werd de stad voor ca. vijftigduizend dukaten verkocht aan de Venetianen op 7 juli 1423.

## Tweede fase van het beleg
De Venetianen dachten door te onderhandelen met Ottomanen dat de blokkade zou worden opgeheven. Murat II wilde van geen wijken weten, daar de stad vroeger Ottomaans bezit was. Zo lang keizer Manuel II in leven was bleef het bij schermmutslingen. In 1425 stierf Manuel en werd hij opgevolgd door zijn zoon Johannes VIII Palaiologos, de erfvijand van Murat II. 
De Venetianen creëerden een vloot van 25 galeien onder bevel van admiraal Pietro Loredan. Terwijl de Ottomanen de stad bestookten, hielden de Venetianen huis in de Dardanellen en omliggende eilanden. De oorlog breidde zich uit in de hele Egeïsche Zee.
De dood van metropool Simeon van Thessaloniki in 1429 had een grote impact op het gemoed van de bevolking. Ze hadden de Venetianen liever kwijt dan rijk daar hun eisen niet werden ingewilligd.

## Val
Sultan Murat, goed op de hoogte van de situatie, kwam in persoon met groot leger in maart 1430 naar Thessaloniki. Gedurende drie dagen werd de stad bestookt en op 29 maart viel de stad in de handen van de Ottomanen.

## Gevolg
In juli 1430 werden vredesonderhandelingen getekend. De Venetianen erkenden het verlies van de stad, de Ottomanen erkenden de bezittingen van de Venetianen in de Egeïsche Zee.